# Caso espía de Zhao Jianmin
El caso espías de Zhao Jianmin (en chino simplificado:  赵健民特务案; en chino tradicional:  趙健民特務案) fue un importante caso de espías fabricado en la provincia de Yunnan durante la Revolución Cultural China, con más de 1.38 millones  personas implicadas y perseguidas, que representaban el 6% de la población total en Yunnan en ese momento. De 1968 a 1969, más de 17,000 personas murieron en masacres, mientras que 61,000 personas quedaron paralizadas de por vida; Solo en Kunming (la capital de Yunnan), 1.473 personas fueron asesinadas y 9.661 personas quedaron lisiadas.

## Historia

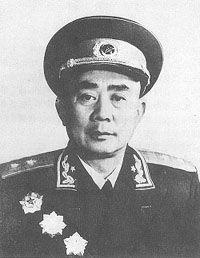
Tan Furen (谭甫仁)

En marzo de 1967, Zhao Jianmin (赵健民), entonces secretario del Partido Comunista en Yunnan, sugirió a Kang Sheng (康生) en persona que el Partido Comunista de China (PCCh) debería resolver los problemas de la Revolución Cultural de manera democrática; Kang Sheng no respondió de inmediato. Sin embargo, Kang Sheng hizo un informe secreto sobre Zhao a Mao Zedong luego, alegando que Zhao estaba en contra del Comité Central del PCCh, en contra del presidente Mao y en contra de la Revolución Cultural.
En agosto de 1967, Mao Zedong y el Comité Central del PCCh aprobaron que los medios de comunicación nacionales y locales puedan criticar públicamente a los "compañero de ruta capitalista" entre los líderes provinciales en China; se nombraron un total de 55 líderes, incluido Zhao Jianmin.
En 1968, Zhao Jianmin fue calumniado como "el espía de Kuomintang (KMT)", así como "traidor" por Kang Sheng y otros, y también fue considerado como uno de los "representantes locales" de Liu Shaoqi, el segundo presidente de China quien fue perseguido hasta la muerte en 1969 como "traidor" y "compañero de ruta capitalista". Zhao fue encarcelado durante 8 años.
Al mismo tiempo, se llevó a cabo una búsqueda y purga masiva de miembros de la "Agencia de Espionaje KMT Zhao Jianmin" fabricada en Yunnan, lo que resultó en el arresto y persecución de más de 1,38 millones de civiles y funcionarios. Tan Furen (谭甫仁), un teniente general del Ejército Popular de Liberación, fue nombrado por Mao Zedong y el Comité Central del PCCh para hacerse cargo de la purga.

## Secuelas
El 17 de diciembre de 1970, Tan Furen y su esposa fueron asesinados. Después de la Revolución Cultural, Zhao Jianmin fue rehabilitado oficialmente durante el período "Boluan Fanzheng" y posteriormente se convirtió en subdirector del Tercer Ministerio de Construcción de Máquinas (中华人民共和国第三机械工业部).